# 1988년 하계 올림픽 헝가리 선수단
헝가리는 1988년 9월 17일부터 10월 2일까지 대한민국 서울에서 열린 1988년 하계 올림픽에 참가했다. 헝가리는 금메달 11개, 은메달 6개, 동메달 6개를 획득하여 1988년 하계 올림픽 종합 6위를 차지하였다.

## 출전 선수
| 종목    | 남자 | 여자 | 전체 |
| ------- | ---- | ---- | ---- |
| 육상    | 12   | 3    | 15   |
| 복싱    | 9    | –    | 9    |
| 카누    | 12   | 4    | 16   |
| 사이클  | 1    | 0    | 1    |
| 다이빙  | 0    | 3    | 3    |
| 펜싱    | 15   | 5    | 20   |
| 체조    | 6    | 8    | 14   |
| 핸드볼  | 14   | 0    | 14   |
| 유도    | 7    | –    | 7    |
| 근대5종 | 3    | –    | 3    |
| 조정    | 4    | 4    | 8    |
| 요트    | 3    | 0    | 3    |
| 사격    | 11   | 4    | 15   |
| 수영    | 10   | 3    | 13   |
| 탁구    | 3    | 2    | 5    |
| 테니스  | 2    | 0    | 2    |
| 수구    | 13   | –    | 13   |
| 역도    | 10   | –    | 10   |
| 레슬링  | 18   | –    | 18   |
| 전체    | 152  | 36   | 188  |

## 같이 보기
- 올림픽 헝가리 선수단